# Ole Olsen (comediante)
John Sigvard "Ole" Olsen (6 de noviembre de 1892 – 26 de enero de 1963) fue un comediante y artista de vodevil de nacionalidad estadounidense.

## Biografía
Nacido en Perú, Indiana, se graduó en música en la Universidad de Northwestern en 1912 y, tras ello, entró en el ambiente del vodevil. En 1914 conoció a Chic Johnson, que se hacía llamar "El Mayor Pianista de Ragtime del Medio Oeste." 
Los dos artistas se conocieron al ser contratados para tocar en una misma banda. Cuando el grupo se disolvió, "Ole" Olsen y "Chic" Johnson formaron el dúo cómico Olsen and Johnson. Aunque no tenían un número predeterminado, trabajaron en un pequeño nightclub de Chicago formando parte de los Mike Fritzol's Frolics. Cuando les llegaba el turno, la pareja llevaba un piano al escenario, Johnson al teclado y Olsen con un violín y cantando letras cómicas. Entonces iniciaban un charloteo, con insultos incluidos, siendo éste el origen de la pareja "Olsen and Johnson".
Trabajaron en el vodevil a lo largo de 24 años, antes de conseguir intervenir en el ambiente teatral del circuito de Broadway en 1938 con el espectáculo Hellzapoppin', posteriormente llevado con éxito a la gran pantalla.
Ole Olsen se casó dos veces. Tuvo tres hijos con su primera esposa, Lillian: J. C., Joy, y Moya. Posteriormente se divorciaron, y su hijo J. C. se suicidó. Moya se casó en 1941 con Bill Lear, fundador de la compañía Learjet. Olsen sufrió un grave accidente de tráfico en 1950, recuperándose del mismo en la casa de Lear. En junio de 1961 se casó de nuevo, esta vez con Eileen Maria Osthoff, una bailarina y coreógrafa que había conocido ocho años antes. 
Ole Olsen falleció en 1963 a causa de una enfermedad reanal en Albuquerque, Nuevo México. Tenía 70 años de edad. Fue enterrado en el Cementerio Palm Memorial Gardens de Las Vegas, Nevada en una tumba contigua a la de Chic Johnson.